# Petra Korner

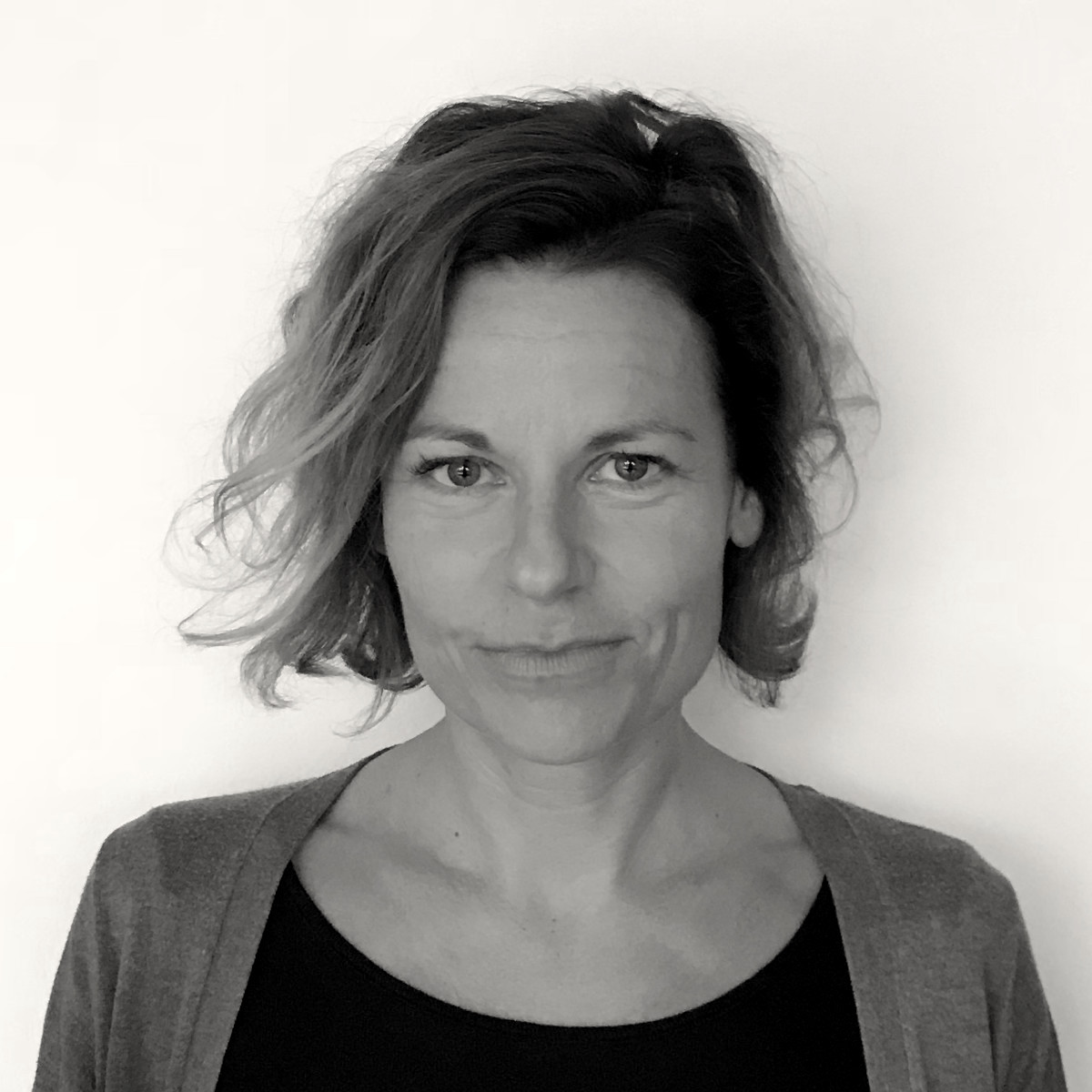
Petra Korner (2018)

Petra Korner (* 22. Juni 1977 in Wien, Österreich) ist eine österreichische Kamerafrau und Bildgestalterin.

## Leben und Werk
Petra Korner wuchs in Wien auf und besuchte in Frankreich die Schule. Sie studierte Film an der New York University (Tisch School of the Arts), welche sie 1999 mit einem Bachelor of Fine Arts beendete. Für ihren Abschlussfilm wurde sie mit dem Néstor Almendros Award ausgezeichnet. Nach einigen Jahren beruflicher Tätigkeit als Kamerafrau und im Bereich der Filmbeleuchtung setzte sie 2002 ihre Studien am American Film Institute (AFI) in Los Angeles fort und erwarb dort zusätzlich im Jahr 2004 einen Master in Cinematography. Eine Meisterklasse führte sie darüber hinaus an die FAMU in Prag. Die Zeitschrift Variety listete sie im Jahr 2009 als eine von zehn Kinematografen, die man im Auge behalten sollte. Zu Beginn ihrer Karriere hatte sie ein starkes Interesse am Avantgarde- und Experimentalfilm, später wurde sie zunehmend für Filme mit großen Budgets in Hollywood gebucht. Als prägenden Einfluss in der Bildgestaltung sieht sie Bob Richardson an.
Petra Korner dreht sowohl Spielfilme und Serien als auch Werbefilme. Sie lebt in Wien.

## Filmografie (Auswahl)
- 2008: Minotauro
- 2008: The Wind and the Water
- 2008: The Wackness – Verrückt sein ist relativ
- 2009: The Informers
- 2010: My Soul to Take
- 2013: Die Werkstürmer
- 2016: Umrika
- 2018: An Acceptable Loss
- 2017: Harryi Pinter, Drecksau (Fernsehfilm)
- 2018: A Discovery of Witches (Fernsehserie)
- 2020: Der Brief für den König (Netflix-Serie)
- 2021: The Road Dance
- 2022: His Dark Materials (Fernsehserie)
- 2023: Shadow and Bone – Legenden der Grisha (Fernsehserie)
- 2024: Marianengraben

## Auszeichnungen (Auswahl)
- 2005: Best Cinematography für Shards, Brooklyn International Film Festival
- 2008: Dramatic Audience Award für The Wackness, Sundance Film Festival
- 2009: Kodak Vision Award for Cinematography im Rahmen der Women in Film Crystal + Lucy Awards[4]
- 2015: World Dramatic Audience Award für Umrika, Sundance Film Festival[5]
- 2015: New Cinematographers Award der Internationalen Jury von Terre di Cinema[6]
- 2018: Best Cinematography für UI – Soon We Will All Be One, Sunscreen Film Festival West